# يولاندا بلانكو
يولاندا بلانكو (بالإسبانية: Yolanda Blanco)‏ هي كاتِبة ومترجمة وشاعرة نيكاراغوية، ولدت في 1 نوفمبر 1954 في ماناغوا في نيكاراغوا.